# Saint-Léger-Triey
Saint-Léger-Triey ist eine französische Gemeinde mit 250 Einwohnern (Stand: 1. Januar 2022) im Département Côte-d’Or in der Region Bourgogne-Franche-Comté (vor 2016 Bourgogne). Sie gehört zum Arrondissement Dijon und zum Kanton Auxonne. 

## Geographie
Saint-Léger-Triey liegt etwa 28 Kilometer ostnordöstlich von Dijon. Der Fluss Bèze begrenzt die Gemeinde im Nordosten, in den hier auch sein Zufluss Albane einmündet. Umgeben wird Saint-Léger-Triey von den Nachbargemeinden Marandeuil im Nordwesten und Norden, Drambon im Norden und Nordosten, Pontailler-sur-Saône im Osten, Lamarche-sur-Saône im Süden, Cirey-lès-Pontailler im Südwesten sowie von Étevaux im Westen.

## Bevölkerungsentwicklung
| Jahr                       | 1962 | 1968 | 1975 | 1982 | 1990 | 1999 | 2006 | 2013 | 2019 |
| Einwohner                  | 123  | 104  | 119  | 105  | 146  | 145  | 191  | 248  | 243  |
| Quellen: Cassini und INSEE |      |      |      |      |      |      |      |      |      |

## Sehenswürdigkeiten
- Kirche Mariä Himmelfahrt

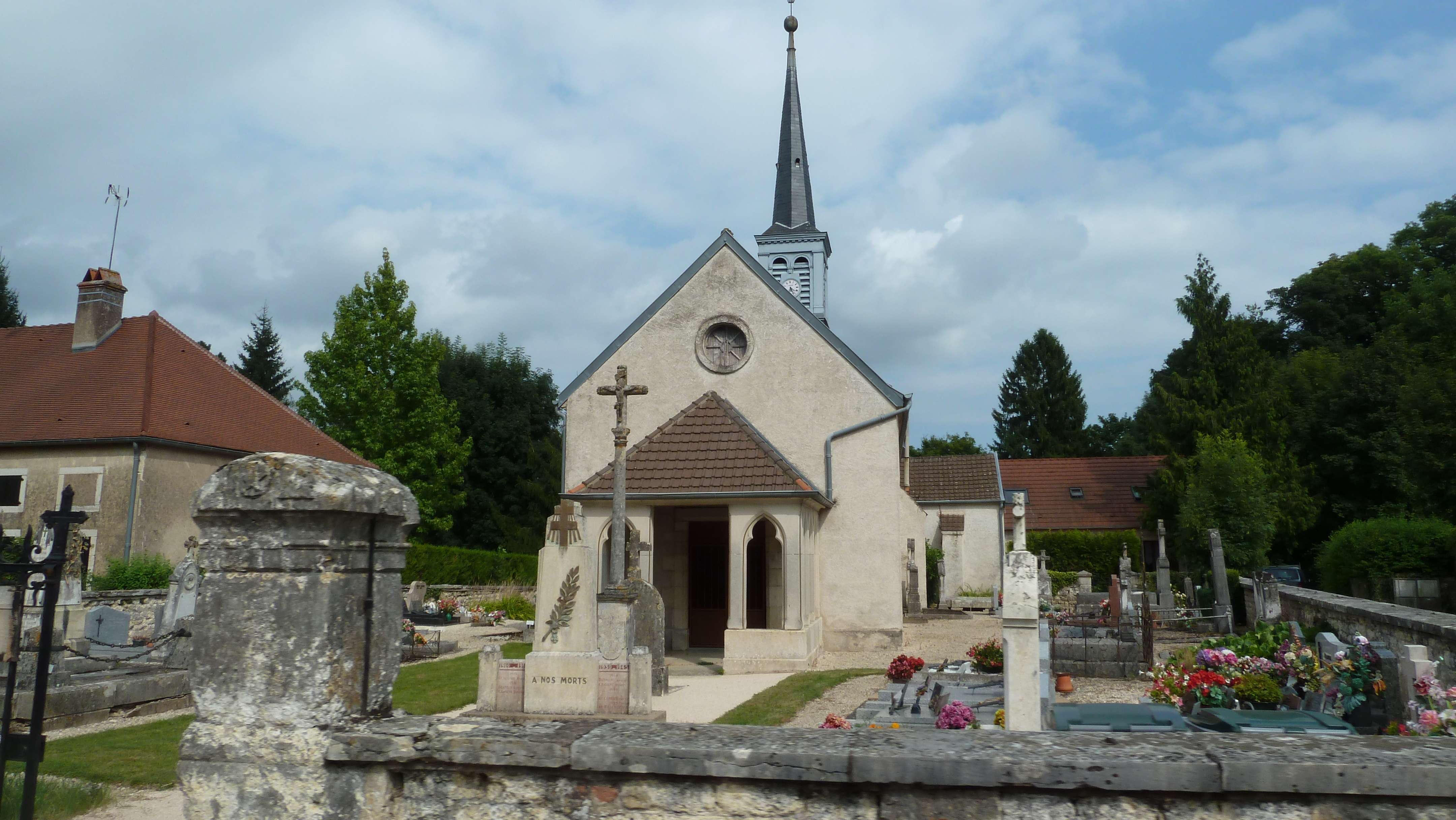
Kirche Mariä Himmelfahrt

- Reste eines früheren Klosters, im 17. Jahrhundert wieder errichtet
- Schloss